# Bandera d'Ulldecona
La bandera oficial d'Ulldecona (Montsià) té la descripció següent:
Bandera apaïsada de proporcions dos d'alt per tres de llarg, bicolor horitzontal vermella i blanca. La meitat superior carregada al centre, d'un castell blanc obert sobremuntat d'una creu de Malta a la torre central i d'un ull de sable a cadascuna de les laterals; tot el conjunt d'una altura de 7/18 parts de la del drap.
La forma del castell és la tradicional que ha vingut usant el municipi des d'antuvi, diferent de la normal en els escuts catalans.
Es va publicar al DOGC el 13 de desembre de 1993 amb el número 1831.